# 船橋港親水公園

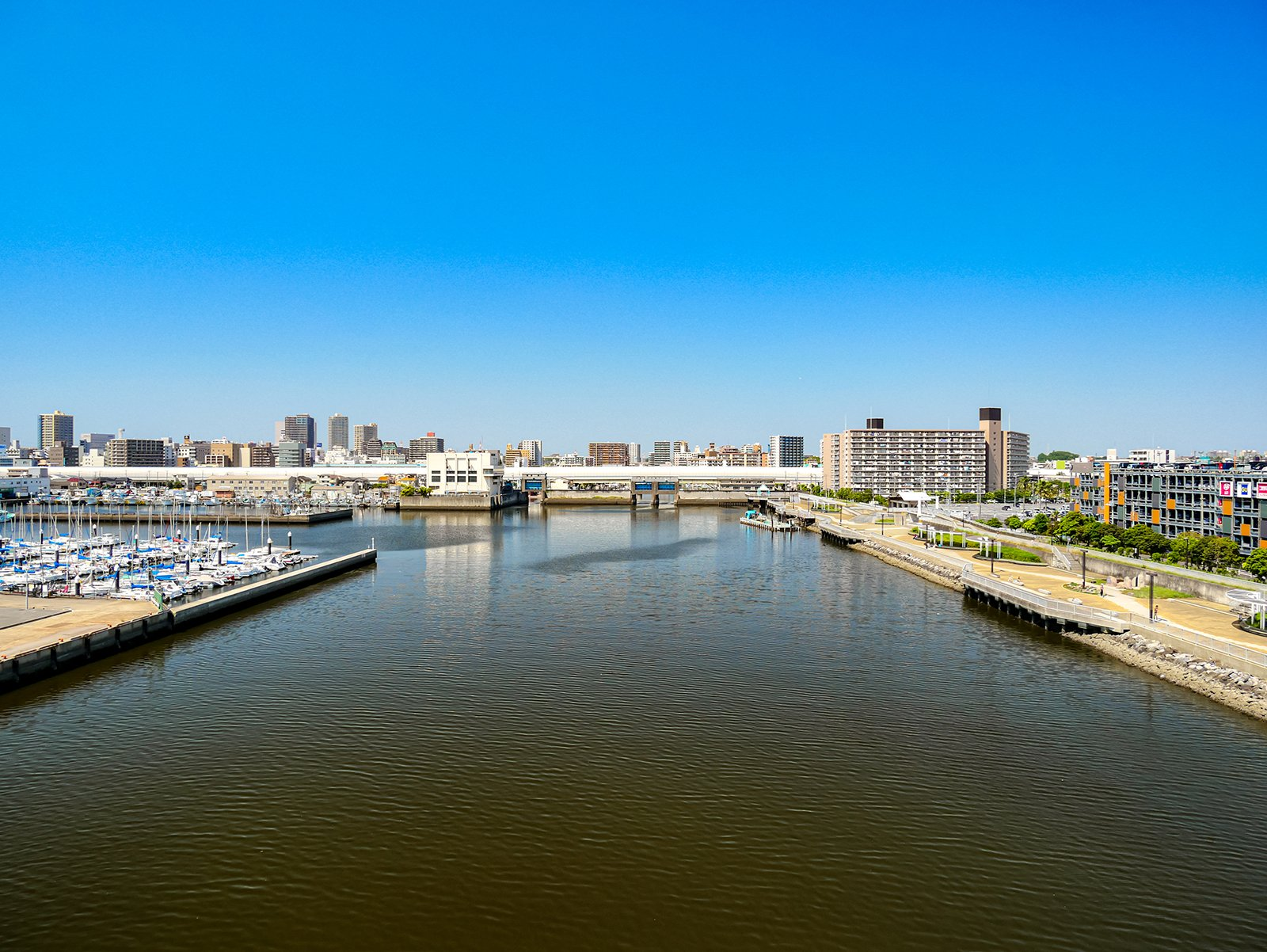
海老川大橋から。右側が船橋港親水公園。

船橋港親水公園（ふなばしこうしんすいこうえん）は、千葉県船橋市浜町2丁目地先に位置する親水公園。海老川左岸の河口・港に面した細長い空間を利用している。

## 概要
現在の親水公園は、1960年代までは船橋港があった場所で、千葉港の港湾区域が拡張される過程で千葉港の一部となった。2000年（平成12年）に港湾環境整備施設（港湾緑地・海浜公園）として整備が行われた記念に「船橋港親水公園竣工記念花火大会」が開催。これが契機となり、「船橋港親水公園花火大会」が新型コロナウイルス感染症拡大に伴う中断期間などを挟みつつ、2023年（令和5年）まで毎年開催された。
指定管理者制度が採用されており、2022年（令和4年）から5年間の管理は東急グリーンシステム株式会社が担っている。

## 防災施設として
親水公園は、地域住民の憩いの場としての公園機能だけではなく、高潮、波浪対策に資する防災機能も有している。公園自体が堤防の役割を果たすほか、シンボルブリッジの桁下のゲートを操作することで、高潮などの被害を防ぐことを可能としている。

## アクセス

### 最寄り駅
- 南船橋駅：下車徒歩15分
- 船橋競馬場駅：下車徒歩15分

## ロケ地として
- 『純愛ディソナンス』第10話 - フジテレビ（2022年）[5]

## 近隣施設
- ららぽーとTOKYO-BAY